# R̰
R̰ (minuscule : r̰), appelé R tilde souscrit, est une lettre utilisée en migaama pour représenter une consonne consonne battue rétroflexe voisée dont le symbole dans l'alphabet phonétique international est [ɽ].

## Utilisation
Suivant l’alphabet national tchadien, le R̰ est une lettre de l'alphabet latin étendu, après la lettre R dans l'ordre alphabétique. Elle translittère ou est translittérée avec la lettre ړ de l’alphabet arabe.

## Représentations informatiques
Le R tilde souscrit peut être représenté avec les caractères Unicode suivants :
- décomposé (commandes C0 et latin de base, diacritiques) :

| formes    | représentations | chaînes de caractères | points de code | descriptions                                         |
| --------- | --------------- | --------------------- | -------------- | ---------------------------------------------------- |
| capitale  | R̰               | R◌̰                    | U+0052 U+0330  | lettre majuscule latine r diacritique tilde souscrit |
| minuscule | r̰               | r◌̰                    | U+0072 U+0330  | lettre minuscule latine r diacritique tilde souscrit |